# زفت

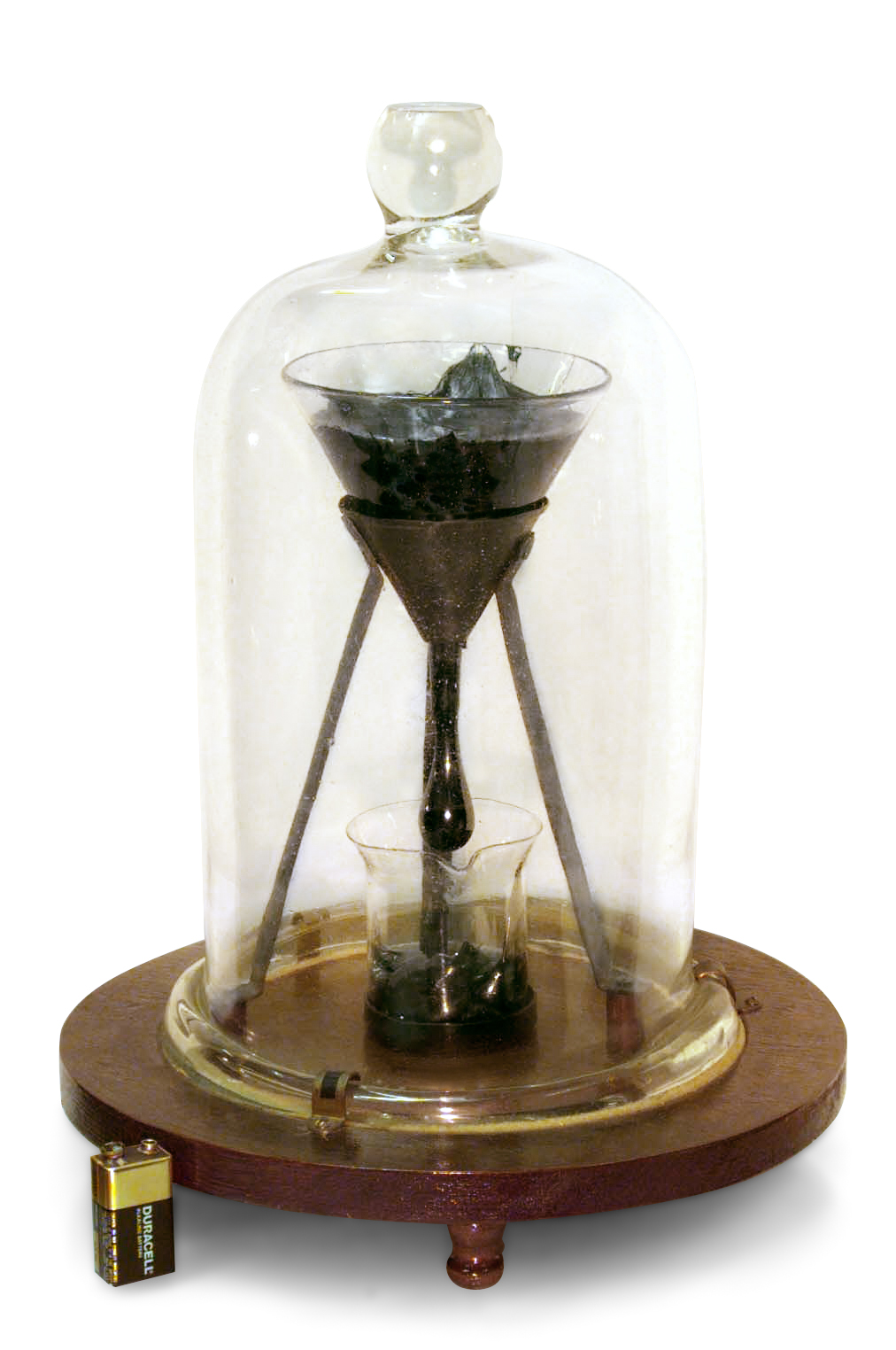
عينة زفت في إناء

الزفت  هو منتج من منتجات النفط الثقيلة التي يستحصل عليها من مصافي النفط بالتقطير التجزيئي للنفط، حيث غالباً ما تكون على شكل بقايا مرنة لزجة سوداء اللون.
لا يوجد تعريف كيميائي واضح محدد للزفت إذ أن تركيبته عبارة عن مزيج من الهيدروكربونات طويلة السلسلة مع مركبات حلقية وعطرية؛ ومفهومه يتداخل أحياناً مع القار (القطران) والأسفلت.
كان يستخدم الزفت في جلفطة السفن لسد الثقوب لمنع تسرب الماء إليها؛ كما كان يستخدم في تصنيع المشاعل.